# Svršata Velika
Koordinati:   43°51′43″N, 15°16′26″E
Svršata Velika je nenaseljen otoček v Narodnem parku Kornati. Pripada Hrvaški.
Otoček leži med otokoma Žut in Kornat pred vstopom v zaliv Statival na otoku Kornatu. Površina otočka meri 0,269 km², dolžina njegove obale je 3,10 km.
Najvišji vrh je visok 31 mnm.